# セントヘレナのマナティー
セントヘレナのマナティーは、セントヘレナ島の沿岸にかつて生息していたと言われる未確認動物。

## 概要
セントヘレナ島には、入植者の時代までは数多くの「マナティー」が生息していたとされる。既知のマナティーとは異なり、この「マナティー」は半水棲であり、しばしばアザラシの様に上陸したとされる。その存在を示す証拠はなく、たった2つの目撃情報が寄せられているにすぎない。
ミナミゾウアザラシはかつてセントヘレナ島で繁殖しており、この「マナティー」もミナミゾウアザラシの誤認である可能性が指摘されている。